# Furmint

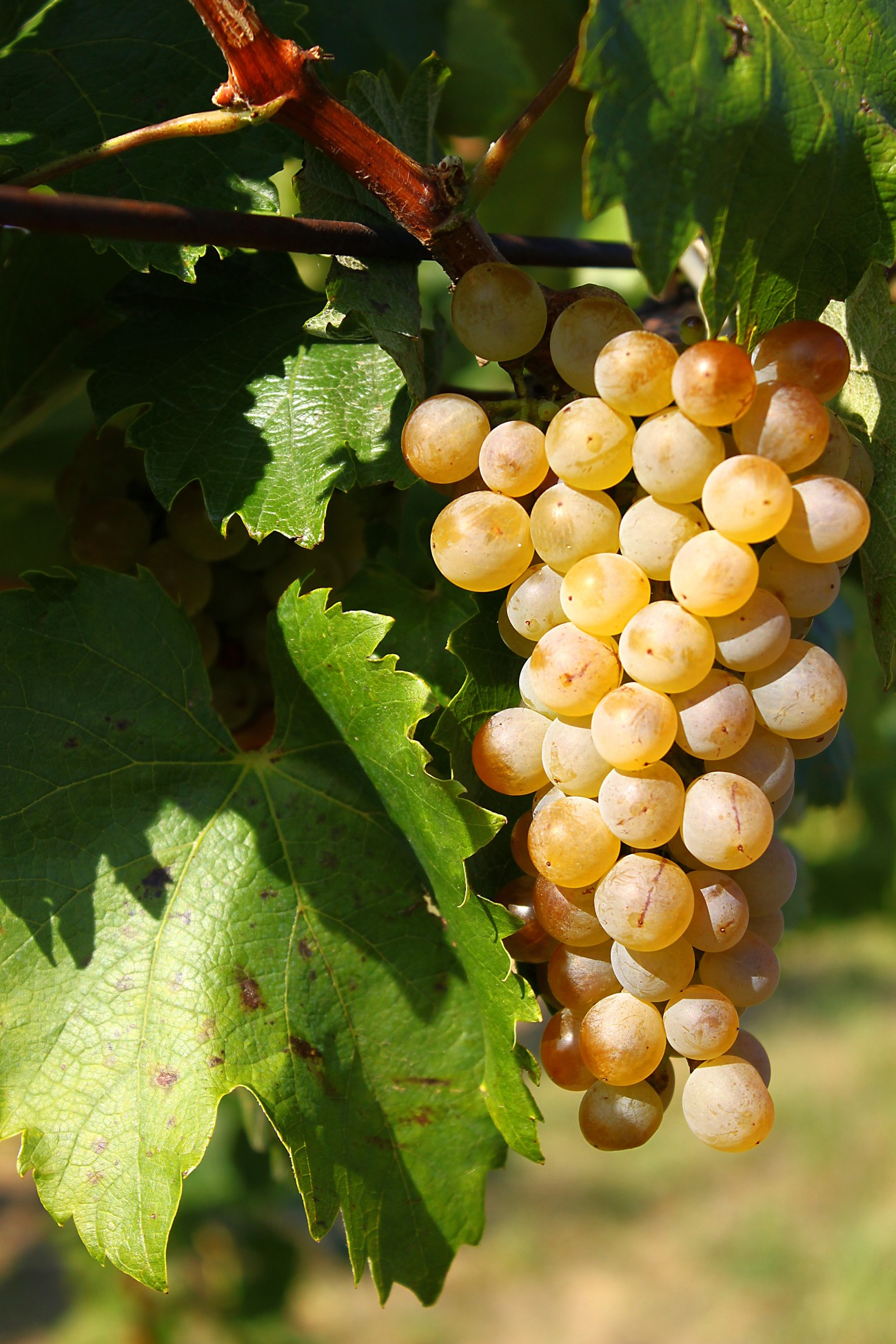
Racimo de furmint.

La furmint es una uva blanca húngara. Es la tercera uva más plantada en la región vitícola de Tokaj-Hegyalja. Es usada para producir un vino monovarietal seco y es también el principal componente un vino de postre conocido como tokaji. También crece en la pequeña región vitícola húngara de Somló. La furmint tiene un papel similar en la región vitícola eslovaca de Tokaj. También crece en Austria, donde es conocida como mosler. También hay pequeñas plantaciones en Eslovenia, donde es conocida como šipon. La uva también es plantada en Croacia, donde se la conoce como moslavac. También se encuentra en Rumanía y en algunas de las antiguas repúblicas de la Unión Soviética. La furmint es una variedad de maduración tardía. La cosecha para realizar vinos secos suele comenzar en septiembre, aunque para realizar vinos dulces la cosecha puede empezar en la segunda mitad de octubre o incluso más tarde. A veces es susceptible a la botrytis.
El nombre furmint puede provenir de la palabra "froment", por el color de trigo dorado de su vino. Aunque es posible que uva fuese llevada a Hungría en el siglo XIII, durante el reinado de Bela IV, los ampelógrafos creen que la uva es nativa de Hungría.

## Historia
La furmint ha crecido en la región de Tokaji, en el noreste de Hungría, al menos desde el siglo XVI. Un documento datado el 15 de mayo de 1571 describe a esta uva en el viñedo de Hétszőlő, en Tokaj. En 1611, la uva también se documentó en el valle de Gyepű, en las montañas Zemplén, cerca de la ciudad de Erdőbénye, a unos 20 km al norte de Tokaj.
Aunque se han usado otras uvas en la producción del vino de postre tokaji, la furmint comenzó a usarse para este vino al menos desde el siglo XVIII, cuando, en 1796, el político húngaro János Dercsényi describió a la furmint como la uva "genuina del tokaji aszú".

### Otras teorías
Otra teoría sobre los orígenes de la furmint dice que fue introducida en la zona Austro-Húngara en la Edad Media. El experto en vino Jancis Robinson dijo que la uva podría haber sido traída en el siglo XIII, durante el reinado de Bela IV. Tras la destrucción de Hungría por la invasión mongola, Bela habría querido revitalizar los viñedos devastados. El monarca instituyó varias políticas que aumentaron la inmigración masiva de viticultores.  Muchos de los inmigrantes que vinieron durante el reinado de Bela habrían traído nuevas variedades de uvas con ellos, una de las cuales habría sido la furmint.
Otra teoría es que la uva fue introducida antes por misioneros italianos durante el reinado de Esteban II. Según Pierre Galet, se pudo haber originado en la ciudad de Formia, en el Lacio, en el recorrido de la vía Apia. El nombre furmint sería una derivación del nombre latino formianum.  Hay una leyenda documentada posteriormente. Según esta fue introducida por un soldado de la región de Collio Goriziano, en Friuli-Venecia Julia, que luchó en la Guerra de los Siete Años entre 1754 (algunas veces se ha datado en 1756) y 1763. El soldado era apodado Forment. Este apodo venía de que fromento significa "trigo" en italiano, y este soldado tenía una barba rubia. La emperatriz María Teresa le concedió a este soldado el título de conde de Formentín. En agradecimiento, el conde le envió vides de su tierra natal a la emperatriz, que las plantó en Tokaj.
No obstante, los ampelógrafos discrepan del origen italiano de la variedad porque, además de haber documentación en Hungría sobre la furmint antes de la Guerra de los Siete Años, el estudio de su ADN no vincula a la furmint con ninguna variedad italiana.
Otras teorías del origen de la furmint dicen que su similitud con la altesse, de Saboya, es porque es originó ahí y otras teorías dicen que se pudo haber originado en el Imperio bizantino, de donde, según la leyenda, el conde Amadeo VI llevó la altesse a Saboya en 1367. También se ha especulado con que hubieran surgido en la parte serbia de Sirmia.

## Viticultura
La furmint es una variedad de maduración tardía que también tiende a brotar tarde en la estación de crecimiento, lo que la hace susceptile de la helada primaveral. Los racimos desechados y sus uvas de piel gruesa son ideales para producir vinos de postre con uvas botritizadas. La uva puede ser susceptible a riesgos de la viticultura como el mildiu. La vid tiene una alta tolerancia a la sequía, lo que permite que se planten en regiones con menos suministro de agua.
En Hungría, la furmint ha desplegado una gran diversidad genética. Hay varios clones y mutaciones de color de la uva propagadas por toda la región de Tokaj. Varios de estos clones (como féher, holyagos y madárkás) eran muy conocidos antes de la II Guerra Mundial. Otros clones comunes de furmint usados en la producción son lazafürtű y változó y la mutación de piel rosada piros furmint. Los ampelógrafos han descubierto que la ploriferación de muchos de los clones de furmint se encuentran casi exclusivamente en Tokaj, lo que apoya la teoría de que la uva fue originada en esa región y que no fue introducida desde otra área.

## Relación con otras variedades

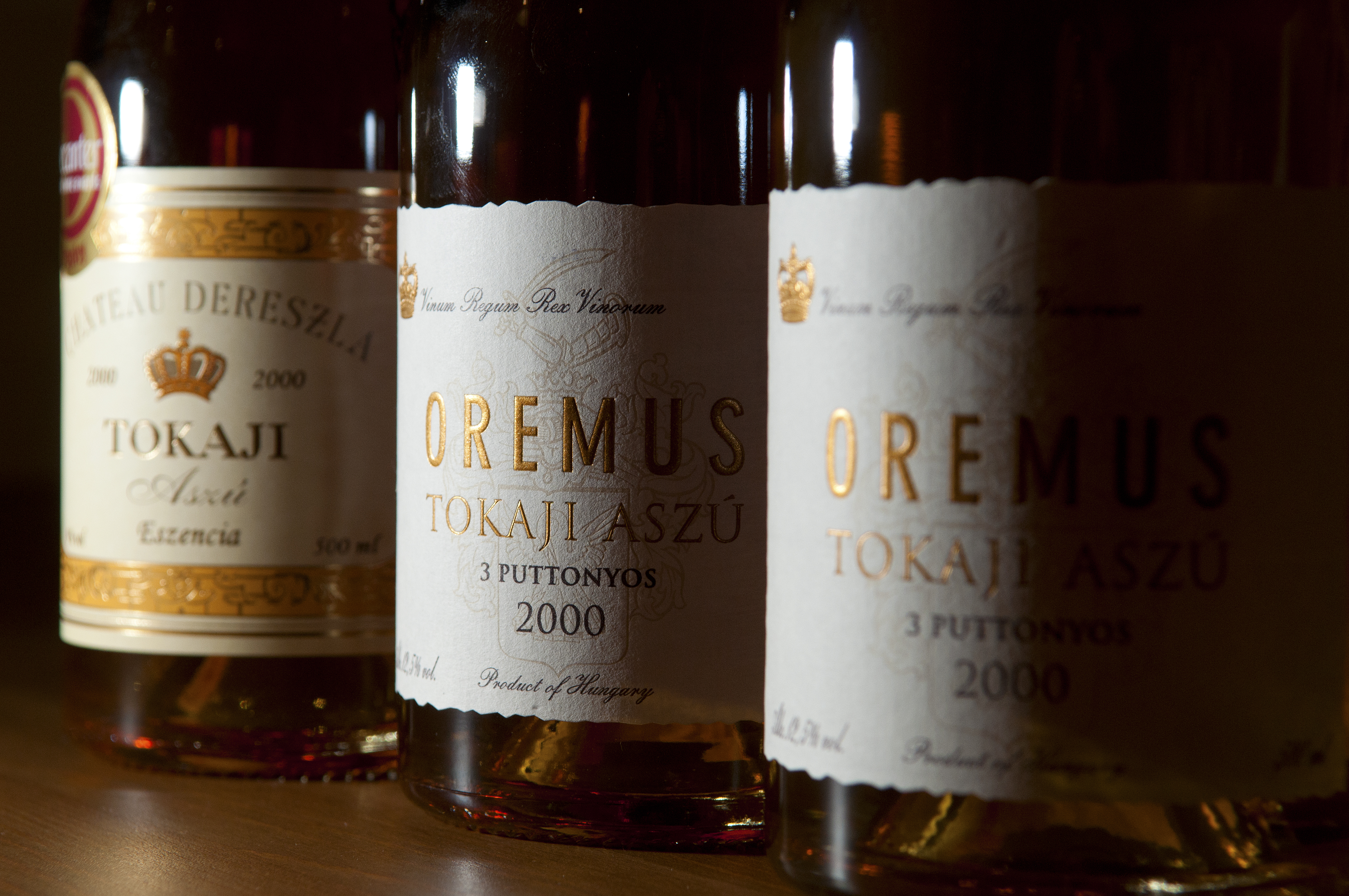
La uva húngara zéta (también conocida como oremus) es un cruce entre la furmint y la bouvier que, al igual que la furmint, es usada a menudo en la producción de tokaji.

El perfil del ADN estudiado por la Universidad de Zagreb demostró que la furmint tenía una relación genética paterno-filial con la gouais blanc. Esta misma investigación demostró el parentesco de la furmint con otras muchas variedades y que era medio-hermana de 80 variedades diferentes. Además se ha confirmado que la furmint es la misma uva que en Croacia se conoce como moslavac.
En la actualidad, se cree que hay solamente dos cruces naturales de furmint, que son la uva de vino de Tokaj  hárslevelű y la uva de vino suiza plantscher. En 1937 la furmint fue cruzada con la vid croata malvazija istarska para crear la uva vega. La uva también ha sido usada para crear la uva italiana bussanello (con riesling italico) y fubiano (con trebbiano), así como la uva húngara oremus/zéta (con la bouvier).

### Confusión con otras uvas
La furmint comparte un amplio rango de sinónimos con otras variedades europeas. La sauvignon vert fue conocida con el sinónimo tocai friulano, aunque probablemente la uva jamás fue usada en la producción de tokaji. La furmint comparte algunos sinónimos con la sauvignon vert, pero al mismo tiempo "sauvignon vert" es también el sinónimo de una subvariedad de furmint de uvas verdes. Este hecho, unido a la similitud física entre ambas variedades, hace que sea complicado identificarlas, sobre todo en Europa del Este.
La uva comparte similitudes morfológicas con la uva altesse, de Saboya, y ha sido confundida históricamente con esta variedad. En Hungría, la furmint es confundida a menudo con la kéknyelű, mientras que en la isla de Korčula, en Croacia, la uva ha sido confundida con la pošip. La uva rumana grasă de Cotnari y la uva bosnia žilavka comparten algunos sinónimos con la furmint y, por esto, a menudo son confundidas con esta variedad.

## Regiones

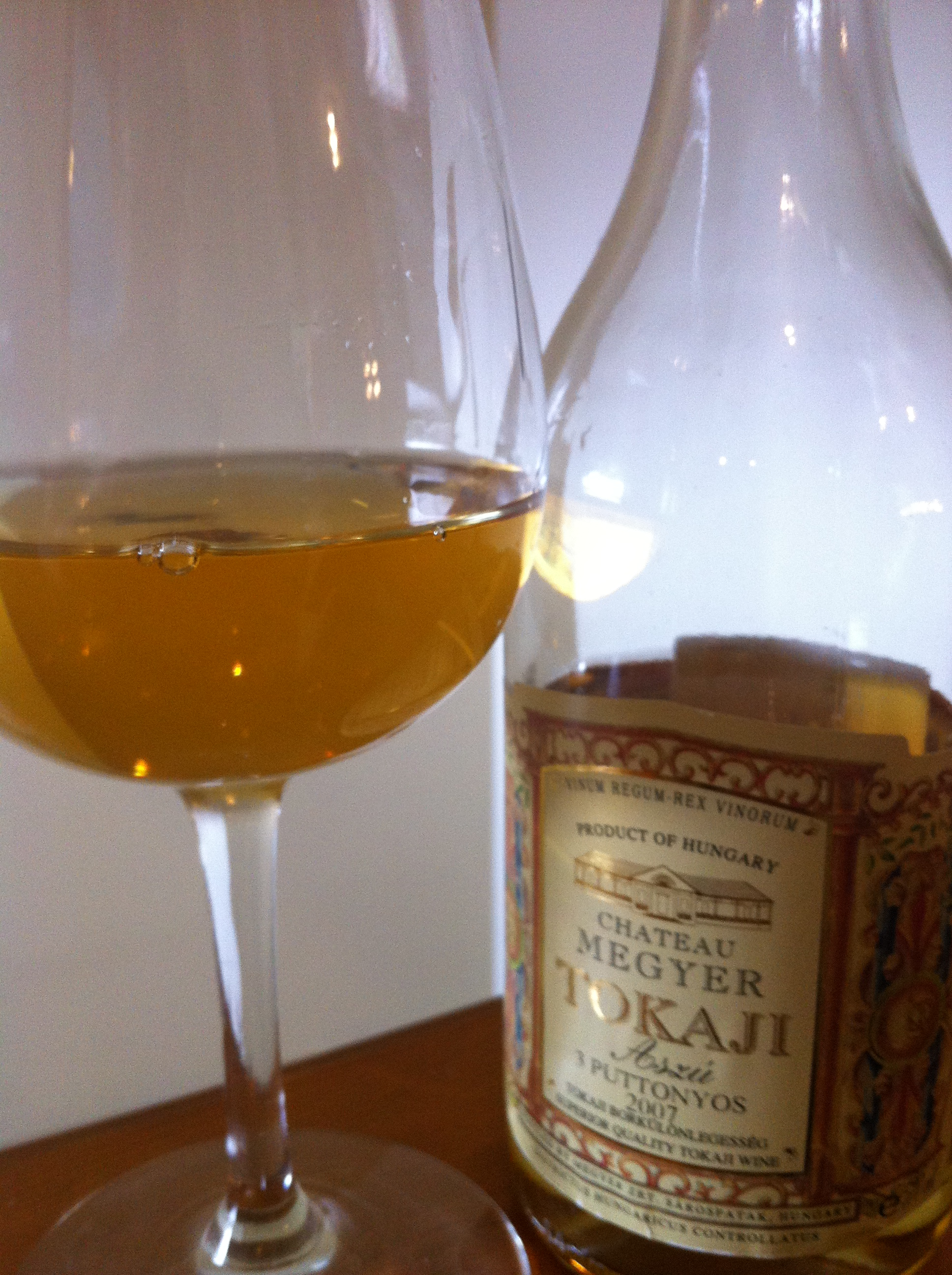
La furmint es usada sobre todo para ser componente principal del tokaji.

En 2006 había 4006 ha de furmint en Hungría, de las cuales más del 97% se encuentran la región de Tokaj-Hegyalja. Las restantes viñas de esta variedad se encuentran en la parte oeste de Hungría, en la región de Somló, en Tokaj. La uva es, a menudo, mezclada con hárslevelű y con moscatel de grano menudo (sárga muskotály) para producir el vino de postre tokaji, realizado con vides con podredumbre noble. En los alrededores de los pueblos de Mád, Tállya, Rátka y Tolcsva, en el condado Borsod-Abaúj-Zemplén, la uva tiene una larga historia en la producción de vinos secos.
El vino seco de furmint recabó atención entre los expertos del mundo cuando István Szepsy comercializó el vino Úrágya 2000. Este vino expresa una gran mineralización, complejidad y estructura, que solo se encontraba en vinos elegantes de Borgoña o de Mosel. El potencial de envejecimiento también era prometedor. En 2003, otros productores del pueblo de Mád produjeron vinos monovarietales selectos de furmint con gran éxito. El pueblo de Mád tiene unas 1200 ha encontró la oportunidad de producir vinos secos de alta calidad de furmint en grandes cantidades, y estos reflejan el carácter único del terruño volcánico de la región.

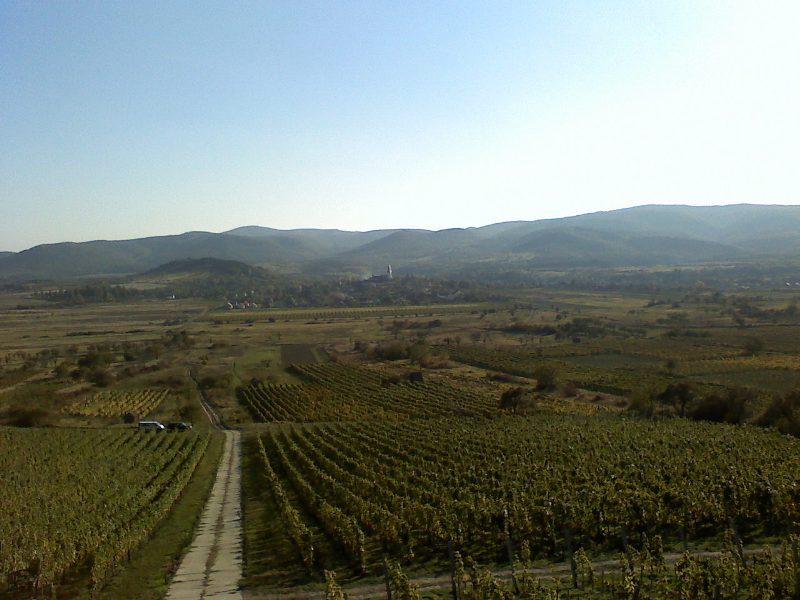
Viñas en la región de Tokaj-Hegyalja, donde está la mayor parte de la furmint.

### Fuera de Hungría
Fuera de Hungría, esta vid se encuentra en Crimea, donde hay productores que han realizado sus propias versiones del tokaji. Por la misma razón hay pequeñas plantaciones de esta variedad en la región de Swartland, en Sudáfrica. En Austria es habitual en Burgenland (donde es conocida como zapfner) y en Estiria (donde es conocida como mosler).
En la región de Burgenland, Australia, la furmint se asoció históricamente a la producción del vino dulce de postre ausbruch. La uva cayó gradualmente en Burgenland pero en el siglo XXI varios productores de ausbruch (sobre todo en el entorno de Rust, Austria) han redescubierto el potencial de esta uva en su área. En 2010, había 9 ha de la uva en Austria, la mayor parte en los alrededores de Rust.
A lo largo de la frontera de Eslovaquia con Hungría, la furmint es usada sobre todo para la producción de vinos dulces. La región de Tokaj incluye a varias ciudades en el distrito eslovaco de Trebišov: Bara, Čerhov, Černochov, Malá Tŕňa, Slovenské Nové Mesto, Veľká Tŕňa y Viničky.
En Eslovenia la furmint es conocida como šipon. En Eslovenia había 649 ha de esta vid en 2009, sobre todo en la ribera del Podravina, en la región de Estiria. Aquí la uva es hecha a menudo en un estilo seco y en otro dulce, al estilo del tokaji. En Croacia la furmint es conocida como šipon y como moslavac. Ahí, la uva es usada a menudo para hacer vinos secos. Había 422 ha de esta variedad en Croacia en 2008. En el condado de Zagreb, en la región de Moslavina, los productores croatas han empezando a usar la furmint para hacer vinos espumosos, a menudo mezclándola con chardonnay y pinot blanc.
En los Estados Unidos, hay algunas plantaciones de furmint en la zona del río Ruso, en el condado de Sonoma, California.

## Vinos y estilos
La furmint puede producir una gran variedad de vinos, desde vinos secos a vinos muy dulces con uvas con podredumbre noble. La uva tiene el potencia de producir vinos con unos niveles de azúcares naturales altos, así como con altos nivlees de acidez y sabores complejos derivados de los compuestos fenólicos en el zumo de la uva y las pieles de uva que entran en contacto con él. Los vinos de furmint, sobre todo los vinos de postre de uvas botryzadas, pueden tener un gran potencial de envejecimiento. Algunos ejemplares de buenas añadas pueden envejecer durante un siglo. Estos vinos, descritos por el experto Oz Clarke como casi "inmortales", son más habituales en el estilo aszú de tokaji, que se hace con el mejor 10-15 % de las uvas de furmint cosechadas. Este potencial de envejecimiento viene del balance de acidez y de losaltos niveles de azúcares, que actúan como conservantes durante el proceso de envejecimiento.
Los vinos secos de furmint se caracterizan por aromas a humo, peras y lima. Los vinos de postre pueden desarrollar notas a mazapán, naranja roja, albaricoque y azúcar de cebada. A medida que los vinos de postre de furmint, a medida que envejecen, pueden desarrollar notas a humo, picante, tabaco, té, canela y hasta chocolate.

## Sinónimos
Esta variedad es conocida por los sinónimos allgemeiner, alte sestrebe, arany furmint, beregi furmint, bieli moslavac, biharboros, bihari boros, budai goher, cimigera, csapfner, csillagviraga furmint, damzemy, demjen, domjen, edelweisser tokayer, edler weisser furmint, féher furmint (en Tokaj), formint, formont, fourminte, furmint bianco, furmint de minis, furmint féher, furmint szagos, furmint valtozo, gelber moster, gemeiner, görgeny, görin, goher féher, gorin, grasă de cotnari, holyagos furmint, jardanszki furmint, keknyelü, keresztesevelu furmint, kiraly furmint, krhkopetec, lazafürtű furmint (en Tokaj), ligetes furmint, luttenberger, madarkas furmint, mainak, maljak, malmsey, malnik, malvasia verde, malvoisie verte, malzak, mehlweiss, moscavac bijeli, moslavac, moslavac bijeli, moslavac zuti, moslavina, mosler (en Austria), mosler gelb, mosler gelber, moslertraube, moslovac (en Croacia), moslovez, nemes furmint, poam grasa, poma grasa, poshipon, pošip, pošipbijeli, pošipveliki, pošip vrgonski, posipel, posipon, pospisel, rongyos furmint, salver, sari furmint, sauvignon vert, schimiger, schmiger, seestock, seeweinrebe, shipo, shipon, shiponski, sipelj, šipon (in slovenia and northern croatia), som (en Transilvania), som shipo, somszölö, szala, szalai, szalai janos, szalay göreny, szegszolo, szegzölö, szigethy szöllö, szigeti, toca, toca tokai, tokai krupnyi, tokaiskii, tokaisky, tokaijer, tokay (en Francia), tokayer, ungarische, weisslabler, weisslauber, zapfete, zapfner, zopfner (en Alemania) y zilavka.